# História do distrito de Cargil

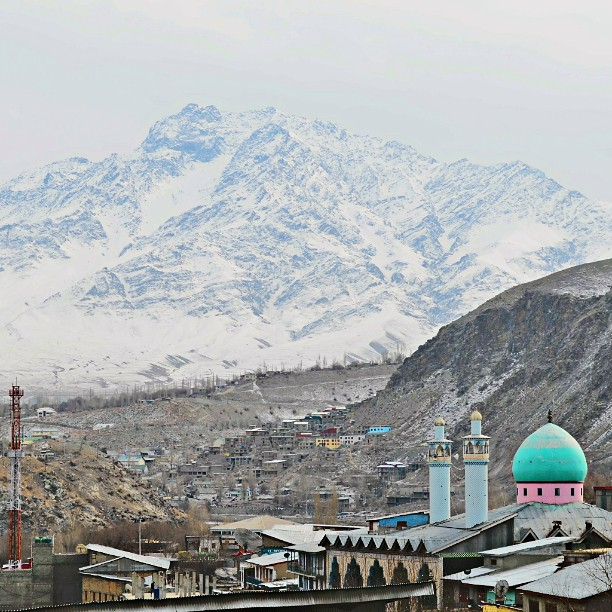
Cidade de Cargil no inverno

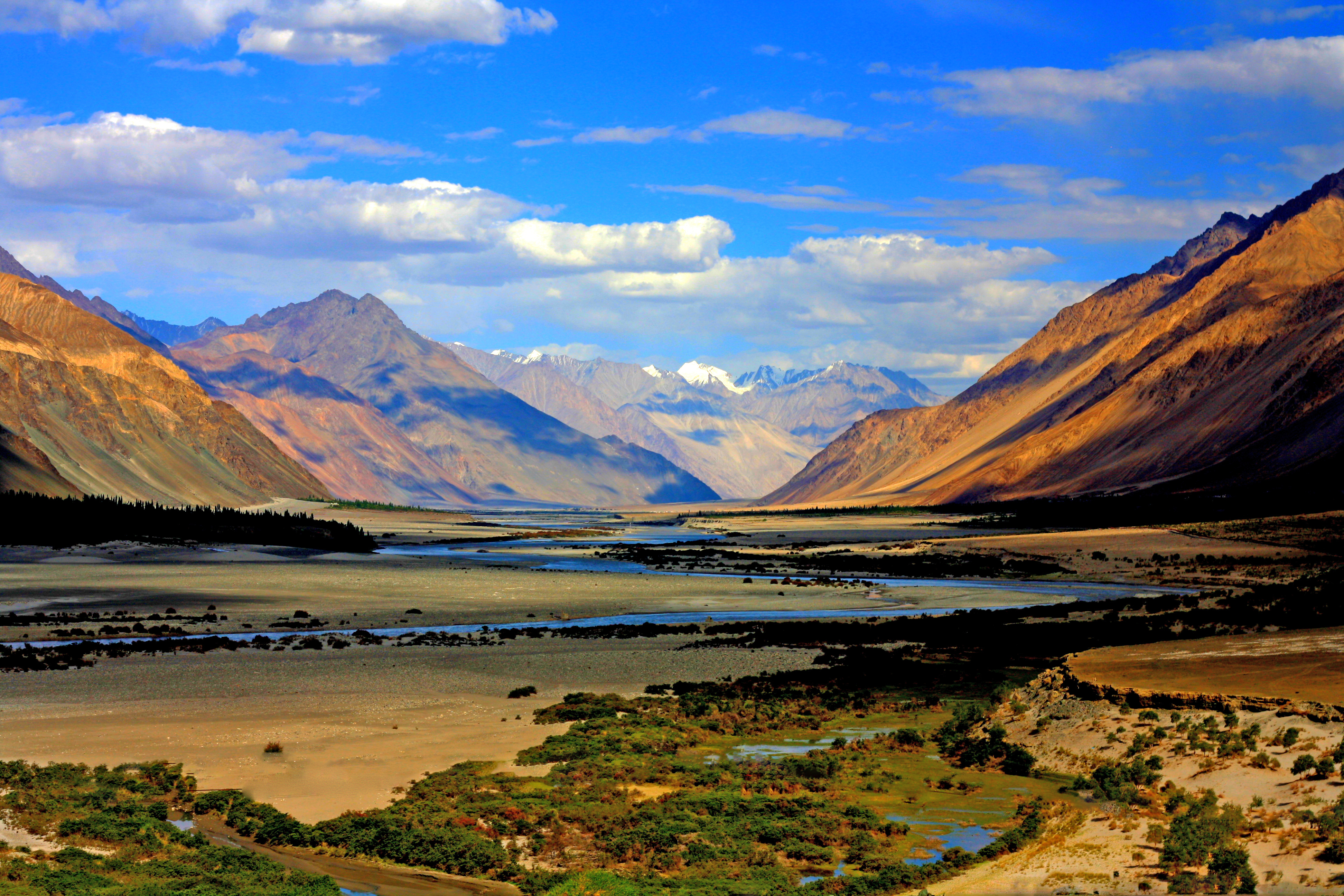
Vale de Zanskar

O distrito de Cargil (em urdu: کارگل; romaniz.: Kargil; em hindi: कारगिल) é um distrito do território da União do Ladaque, na extremidade nor-noroeste da Índia. Constitui a parte ocidental dos territórios da região histórica do Ladaque que estão sob a administração da Índia; a parte ocidental é o distrito de Lé. Até 2019 fez parte do antigo estado de Jamu e Caxemira. Além da região histórica de Purigue (Purig) ou Purique (Purik), onde se situa a capital, Cargil, o distrito inclui também a região de Zanskar e os vales do Suru, Wakha e Dras. Era o distrito menos povoado de Jamu e Caxemira.
A designação Purigue abarcava as áreas em redor da cidade de Cargil, o vale do Suru, Shaghar Chiktan (ou Shaghkar Chiktan, Pashkum (ou Pashkyum), Bodh Kharbu e Mulbekh. Há muito poucos dados sobre a história da região e a maior parte deles, seguidamente expostos, têm muito mais de lenda do que de história científica.
A primeira figura histórica conhecida na região, embora de forma nebulosa e semilendária, é Gaxo Ta Ta Cã (Gasho Tha Tha Khan ou Thatha Khan), um membro da família real de Gilgit que conquistou a região no século VIII ou IX e ali fundou uma dinastia que perduraria várias centena de anos. Outro dos poucos governantes locais conhecidos é Purique Sulatã (sultão de Purigue), que supostamente construiu vários edifícios na região e dominou a área de Suru, que governou de Karchay Khar, perto de Sankoo (uma aldeia 40 km a sul de Cargil). Outros governantes cujo nome ou existência se conhece são Kunchok Sherabtan, de Fokar, Kalon de Mulbekh, vários Kachos e vários sultões de Sod, de Pashkum, Wakha, Chiktan e Karchey, que governaram pequenos principados.

## Primeiros colonizadores
O povoamento da região, extremamente fria e agreste foi bastante tardia, data provavelmente do século V a.C., senão mesmo depois. Os dardos dos vários pequenos vales de Gilgit foram os primeiros povoadores, que na Índia são geralmente mencionados como sendo de "raça ariana".
Gilgit faz parte do chamado Dardistão, uma região hoje maioritariamente administrada pelo Paquistão. A acreditar em alguns estudos de historiadores indianos do início do século XX, o local de origem dos dardos que vivem em Da e Dras é o vale de Bagrote, nas montanhas do Caracórum. Os dardos de Dras pertencem à tribo xina (ou sheeba) e os habitantes de Da também falam a língua shina.
Os dardos viajaram até Cargil através do Baltistão e Deosai. Alguns estabeleceram-se no Baltistão. Os que se instalaram em Purigue governaram a região até aos tibetanos atacarem o Zanskar. Segundo o historiador Moulvi Hashmat Ullah Khan, esse ataque teria ocorrido em 180 a.C., enquanto que para Sikandar Khan ocorreu mais de mil anos depois, no século IX ou X d.C. Ainda há vestígios da língua, costumes, práticas religiosas e caraterísticas étnicas dos antigos dardos em algumas área, como Da-Hanu, Chiktan-Garkun e. de forma menos evidente, em Shanghy-Shaghar. No entanto, a esmagadora maioria dos dardos foram assimilados com os tibetanos. Uma das razões para a proibição do governo indiano da entrada de turistas na área de Da-Hanu na década de 1970 terá sido a preservação da pureza dos seus habitantes "arianos".
Segundo outra versão, aparentemente semilendária, as regiões de Shangshu-Shaghar e Dras foram povoadas antes da chegada dos dardos pelos sete filhos de um tal Poyen Lone. Esses sete pioneiros partiram da região de Chalaas, perto do Nanga Parbat, também no Baltistão e atravessaram o Deosai antes de chegarem a Purigue. Houve membros do clã de Poyen Lone que se instalaram no vale de Kharmang do Baltistão, a maior parte deles nas aldeias de Barsachal, Targon e Tarkati. Contudo, a cultura e língua dos dardos de Kharmang são diferentes das dos dardos de algums áreas do distrito de Cargil, como por exemplo Da-Hanu ou Garkun. Estes são descendentes de imigrantes de Gilgit e a sua língua, o brushaski, é a mesma que é falada no vale de Hunza.

## Imigração das planícies indianas e do Ladaque

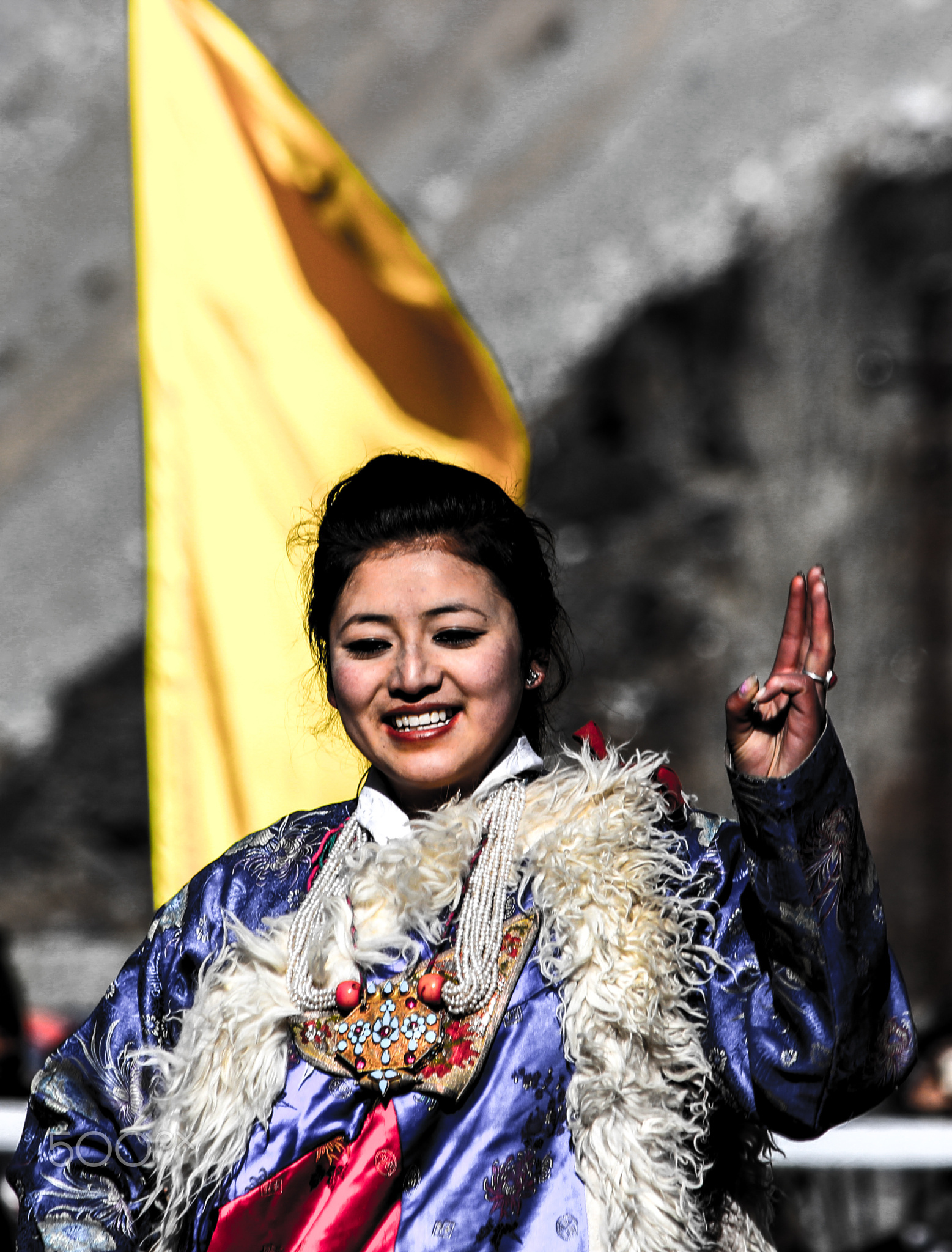
Jovem budista a dançar uma canção folclórica local em Cargil

Depois da colonização por parte dos dardos e antes da chegada dos tibetanos, chegaram a Purigue imigrantes vindos das planícies indianas, que rapidamente foram assimilados. Segundo o folclore local, os líderes desses imigrantes teriam sido Dastak Paldan and Seergaya Motik. Aproximadamente na mesma altura, — no século VIII d.C., segundo Sikandar Khan, — Purigue foi visitada por Lama Naropar e Guru Urgyan Padma, vindos do Zanskar, que levaram com eles Seergaya Motik e Dastak Paldan para Caxemira. Para alguns historiadores locais, como Kacho Sikandar, estas quatro pessoas foram os primeiros habitantes de Caxemira, em Pampore, tendo sido nessa altura que os grandes lagos daquela região estavam a ser drenados para darem lugar a terras habitáveis. As lendas de Caxemira referem que os primeiros habitantes da região foram quatro santos que drenaram os lagos que ocupavam todas as terras, mas não referem que os santos tenham vindo de Purigue ou Zanskar. Há provas da presença de civilização sofisticada em Caxemira no século VIII, pelo que nem cronologicamente a lenda tem alguma ligação com a realidade. Contudo, é possível que Seergaya Motik tenha sido quem construiu o castelo existente junto ao rio Indo em Stakna, no Ladaque Central, perto de Lé.
Mais tarde houve uma vaga de imigração de Lé para Purigue. Entre esses imigrantes estavam Teesug e Gangasug, que alguns consideram deusas. O historiador Sikandar Khan chama-lhes dardos, mas Moulvi Hashmat considera-os mons.. Fundaram a aldeia de Achinathang, onde ainda existem ruínas do tempo da fundação, e construíram um castelo no monte Tolon, junto ao Indo, chamado Tolonkhar. Teesug e Gangasug e os seus companheiros Cho Paldan e Chocho Kunzum estabeleceram-se em ‘Stakchey. Nessa época, praticamente toda a região de Purigue era governada por dardos, à exceção de Keteeka Phokar, controlada por tibetanos. Tolonkhar foi depois usado pelos governantes de Chiktan, que também fundaram a aldeia de Stakshan. A casa que as "deusas" construíram em Chiktan Khar desapareceu quando o forte foi reconstruído no século XVI mas no rés de chão há uma janela em ruínas que supostamente é da construção original.
Para alguns historiadores de Purigue, como Kacho Skindar, a história da região é basicamente a história das dinastias e clãs dardas e tibetanas.

## Unificação sob Tata Cã
No século VIII ou século IX d.C., surge o que se pode considerar a primeira figura histórica minimamente aceitável para a historiografia convencional, não baseada apenas no folclore. Trata-se de Gaxo Tata Cã (Gasho Thatha Khan ou Thatha Khan), um membro da família real de Gilgit que conquistou Purigue no início do século VIII e ali fundou uma dinastia. Essa dinastia começou por governar a partir da área de Sod e depois estabeleceu-se na área de Shakar Chiktan, onde ainda vivem os seus descendentes. Acredita-se que a família Gasho ou Kacho de Cargil, da qual fez parte o historiador e escritor local Kacho Sikander Cã, é descendente de Tata Cã.

### Lendas sobre Tata Cã
Há duas histórias no folclore local acerca de Tata Cã. Uma é que ele era uma criança que foi encontrada por caçadores no cimo de um monte e que foi feito rei quando atingiu a maioridade, substituindo o rei cruel que então os governava. Um adivinho tinha dito a este último que um dia haveria um homem que o destronaria. Como a descrição do adivinho correspondia a Tata Cã, o rei mandou assassiná-lo, pelos vistos sem sucesso. Segundo outra história, existiu um príncipe de Gilgit chamado Tancã (Thankhan) cujo meio-irmão Shri Vagor queria matar, o que originou uma guerra civil entre os apoiantes dos dois irmãos.

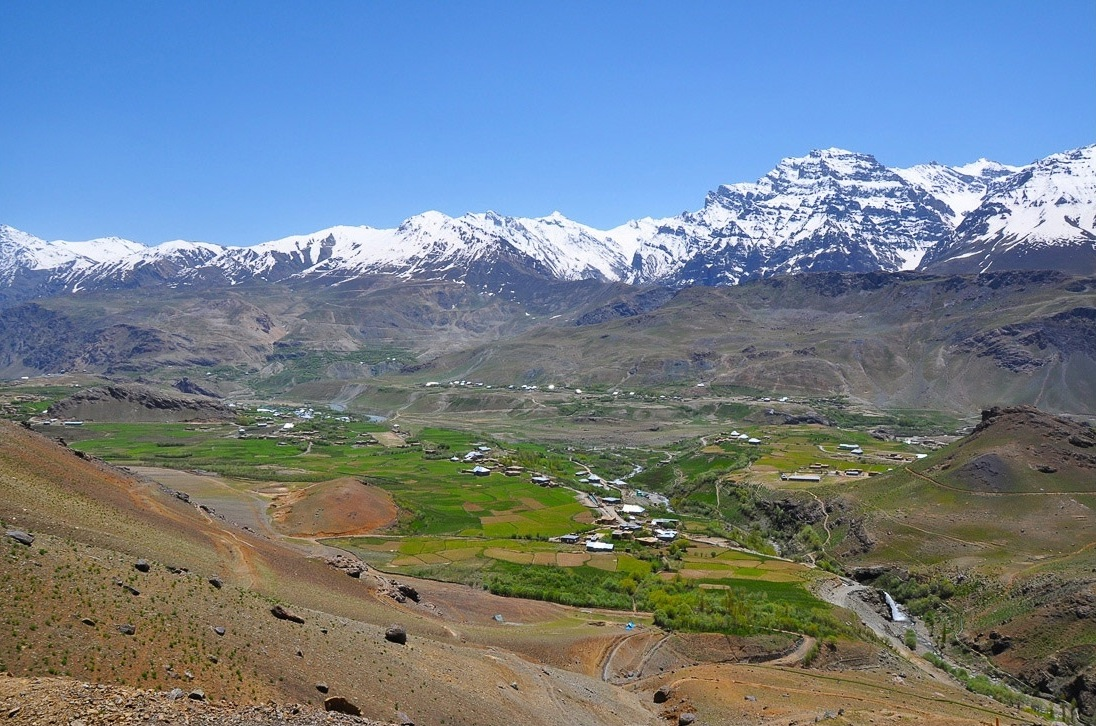
Vista da aldeia de Dras e da cordilheira de Tololing

Ambas as lendas convergem depois no episódio em que Tata estava sentado num grande salão assistindo a uma dança quando o seu rival mandou os seus homens matá-lo. O rei julgava que Tata estaria demasiado distraído a ver o espetáculo para conseguir escapar aos soldados, mas os músicos, que adoravam Tata, aperceberam-se do que se passava e começaram a cantar uma canção que o preveniu do ataque eminente. Tata desembainhou a sua espada, espetou-a firmemente no chão e usou-a como escada para para alcançar a chaminé, através da qual fugiu.
Tata saiu do Baltistão acompanhado do seu irmão de leite SaatiTam e entrou em Purigue pelo passo de montanha de Churbat La. Nas margens do rio Indo encontrou um local inabitado fértil, com uma nascente. Embora não houvesse ponte, os dois homens atravessaram o rio porque ele estava gelado. Quando chegou à outra margem, Tata semeou uma noz que trazia no bolso. Os dois homens seguiram depois para Kokashu, que também constataram que era um local fértil. No centro das planícies de Kokashu, Tata plantou ali uma vara ainda verde que levava consigo, que tinha cortado de uma árvore bhoy.
Tata e os seus homens instalaram-se numa das aldeias desabitadas que encontraram. Depos de terem passado em Chey Chey Tjhang, junto ao Indo, dirigiram-se para Blargo, onde foram saudados por gatos que estavam sentados numa pedra dançaram para eles. Naquela aldeia vivia um brokpa rico que tinha construído uma torre com cacos de utensílios de loiça e de barro. A paragem seguinte foi Brolmo, onde confluem os rios Suru e Dras. Ali, uma velha senhora avisou Tata que nas montanhas rochosas de Kharol havia um leão que comia humanos e ensinou-lhe como devia matá-lo, o que ele fez.

### Reinado de Tata Cã
Durante o reinado de Tata Cã houve várias pessoas que imigraram para Purigue. As primeiras foram a família de Ahmad-pa, cujo nome indica que estes acontecimentos tiveram lugar depois do advento do islão. Depois chegaram as ditas "deusas" Teesug e Gangasug já referidas, a quem foi dada uma casa em Chiktan, área que governaram, ainda que brevemente.

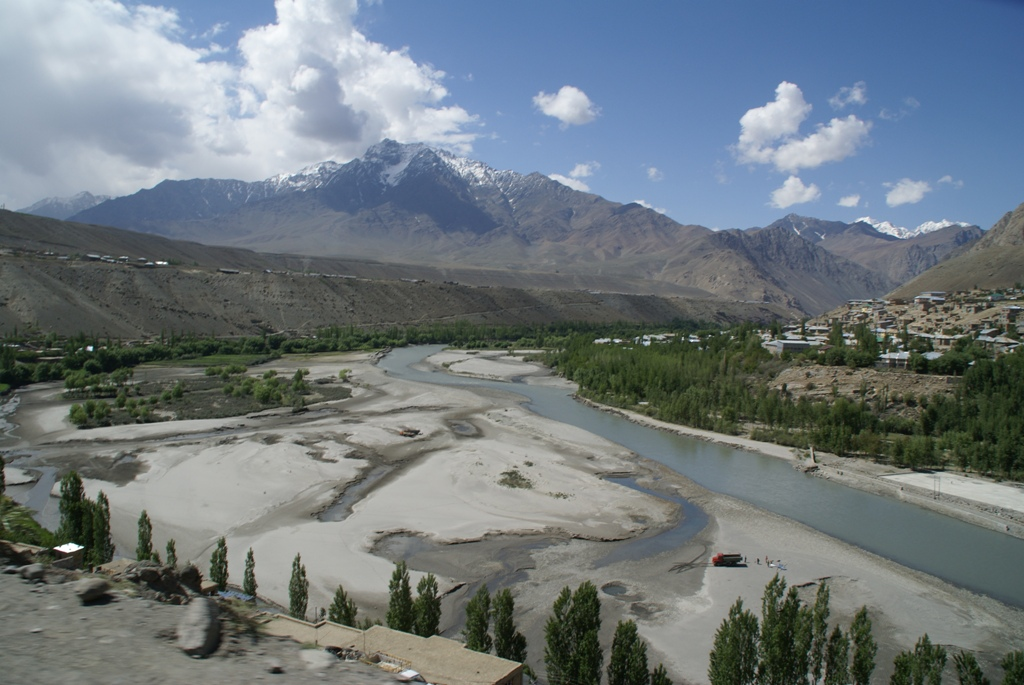
O rio Suru perto de Cargil

Entre os outros soberanos da região contemporâneos de Tata Cã destacavam-se Choo Paldan e Chocho Kunzum. Estes foram tomados como reféns por assaltantes de etnia ghe provenientes Turquemenistão, juntamente com Teesug e Gangasug. Os raides dos ghe a territórios dos reis mon do Ladaque Superior tinham começado ainda antes da ascensão de Tata Cã. O rapto criou um vazio de poder que foi aproveitado por Tata Cã para expandir os seus territórios. Por sua vez, o soberano de Sot viu-se entalado entre duas potências agressivas e expansionistas: de um lado os tibetanos e do outro os dardos. Constatando que não iria conseguir resistir a nenhum dos seus vizinhos nem seuqer a um só deles, entregou o seu reino a Tata.
Nessa época mudaram-se para Sot muitos dos apoiantes de Tata em Gilgit. Tata mudou a sua capital para Kokashu, onde construiu um palácio no local onde antes se erguia a casa do antigo governante local. Depois de consolidar o seu poder em Sot, Tata virou a sua atenção para o desenvolvimento do seu reino. Ordenou o derrube de florestas para fundar Cargil e Poyen Shilikchay, que foram povoadas por gente do Ladaque e de Skardo que foi persuadida a lá se instalar. Outra localidade fundada por Tata foi Oma Chak Thang, onde os seus descendentes ainda são proprietários de terras.
Depois disso, Tata estendeu o seu domínio a Baru, Minji e Ground, antes de tomar Khaltsi. Virou então a sua atenção para Suru Karchay, controlada por tibetanos cuja capital era Phokar. A administração tibetana começava a dar sinais de decadência. O principado tibetano foi anexado e o seu governo foi entregue ao filho de Tata, Navaldey. Este, por sua vez entregou a área ao seu filho Choraai Astan, que lá estabeleceu um principado autónomo com capital no que é hoje Sangrah. Ao irmão mais velho de Navaldey, Boti Cã, também conhecido como Moi Gasho, foram entregues os territórios de Sot e Shaghar Chiktan. Um terceiro irmão estabeleceu-se em Gund (atual Kanihama).
O reinado da dinastia terminou várias gerações depois, com o rei muito popular Aldey Choo.

## Difusão do budismo

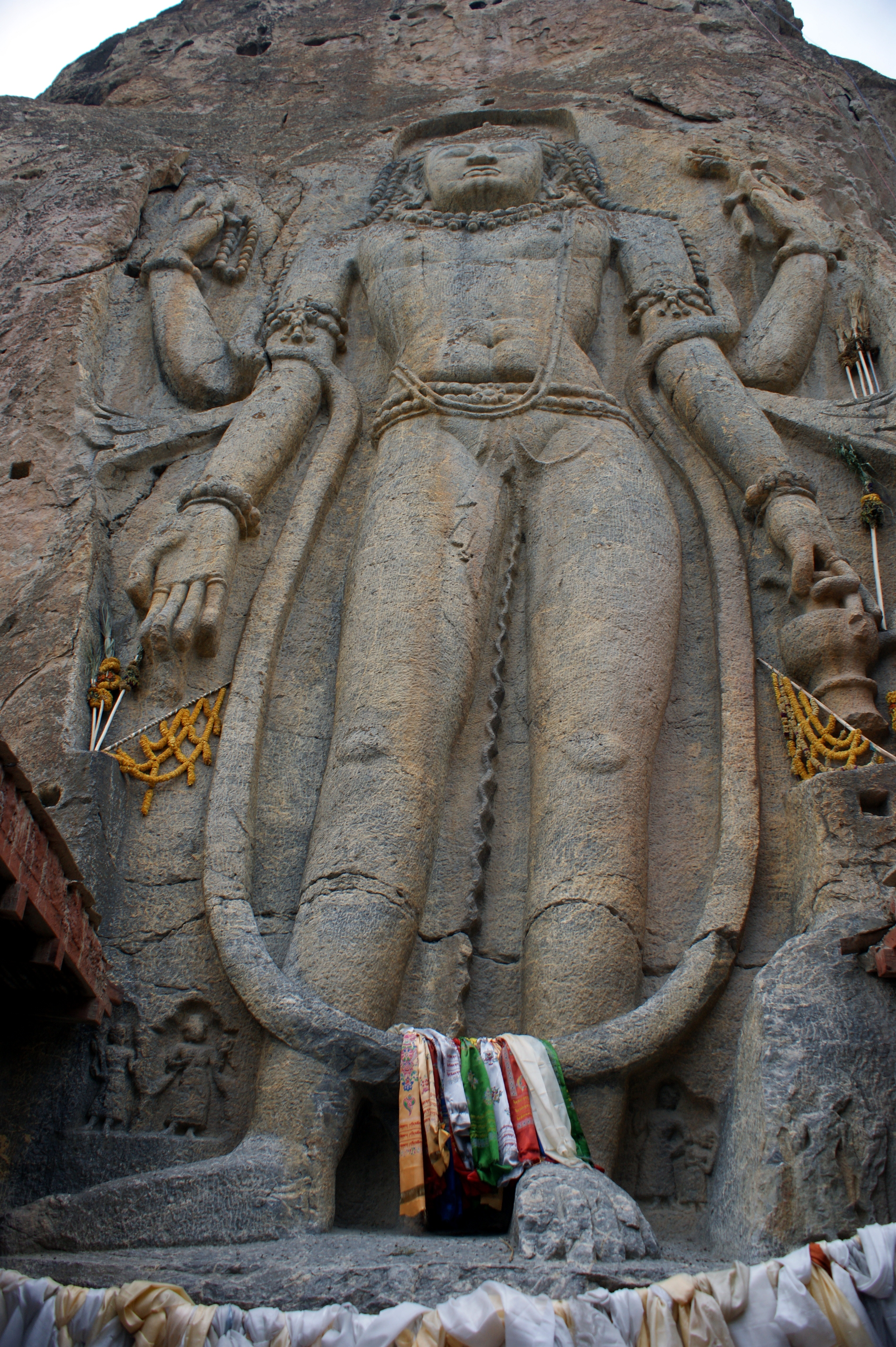
Chamba de Mulbekh, uma escultura gigante em relevo do Buda Maitreya, datada provavelmente do

O budismo terá chegado a Purigue durante o reinado de Chahabza (r. 1060–1090), neto de Abdal. O lotsava (lit: "tradutor" [dos textos sagrados budistas para tibetano]) Rinchen Zangpo (958–1055) passou na região quando se dirigia de volta à sua Guge (no Tibete Ocidental natal depois de ter estado nas planícies indianas. Em todo os locais por que passava pregava os ensinamentos budistas e conseguiu que fossem construídos lha-kangs (lit: "casa de deus"; templos budistas) em Chiktan e Wakha (perto de Mulbekh). Há quem acredite que foi ele que mandou esculpir o relevo gigante do Buda Maitreya (também conhecido no Ladaque como Chamba) em Mulbekh. 

## Chegada do islão
Foi durante o reinado de Amrrod Cho, também conhecido como Muride Cã (r. 1450–1475) que o islão se difundiu pela primeira vez em Purigue, graças à atividade do santo Amir Cabir Saíde Ali Hamadani (Ameer Kabeer Syed Ali Hamdani) e o seu califa (sucessor ou discípulo) Saíde Maomé Nur Baques (Syed Muhammad Noor Bakhsh). Segundo outros historiadores, este último não foi califa de Amir Cabir mas sim de Coja Ixaque de Catlã (Khawaja Ishaq de Khatlan), este sim discípulo de Amir Cabir. O facto de Amrrod Cho ter um nome alternativo islâmico parece indicar que também ele se converteu ao islão ou seguiu duas religiões, como ainda hoje alegadamente acontece com 12% da população da Índia.

## Desintegração do século XV
Dooroo Choo, o primogénito e sucessor de Amrood no trono de Purigue, foi alcunhado pelo povo de Ald-dor Cho, que significa algo do tipo "o da administração relaxada". Além de administrador incompetente, Dooroo Choo era também cruel, pelo que durante o seu reinado a estrutura administrativa do reino colapsou. Isso foi aproveitado pelo Gyalpo de Tingmosgang para anexar as áreas entre a ponte de Khaltse e Kanji Nallah. O rei de Astor, possivelmente Maqpon Shah Sultan anexou Dras e o rajá de Phokar, Gyalbom Aldey, tomou Suru e Karchey (Kartse). Com todas estas perdas, o reino de Dooroo ficou reduzido a Chiktan e Sot. Os seus súbditos não suportaram a incompetência e colocaram-no numa espécie de prisão domiciliária.

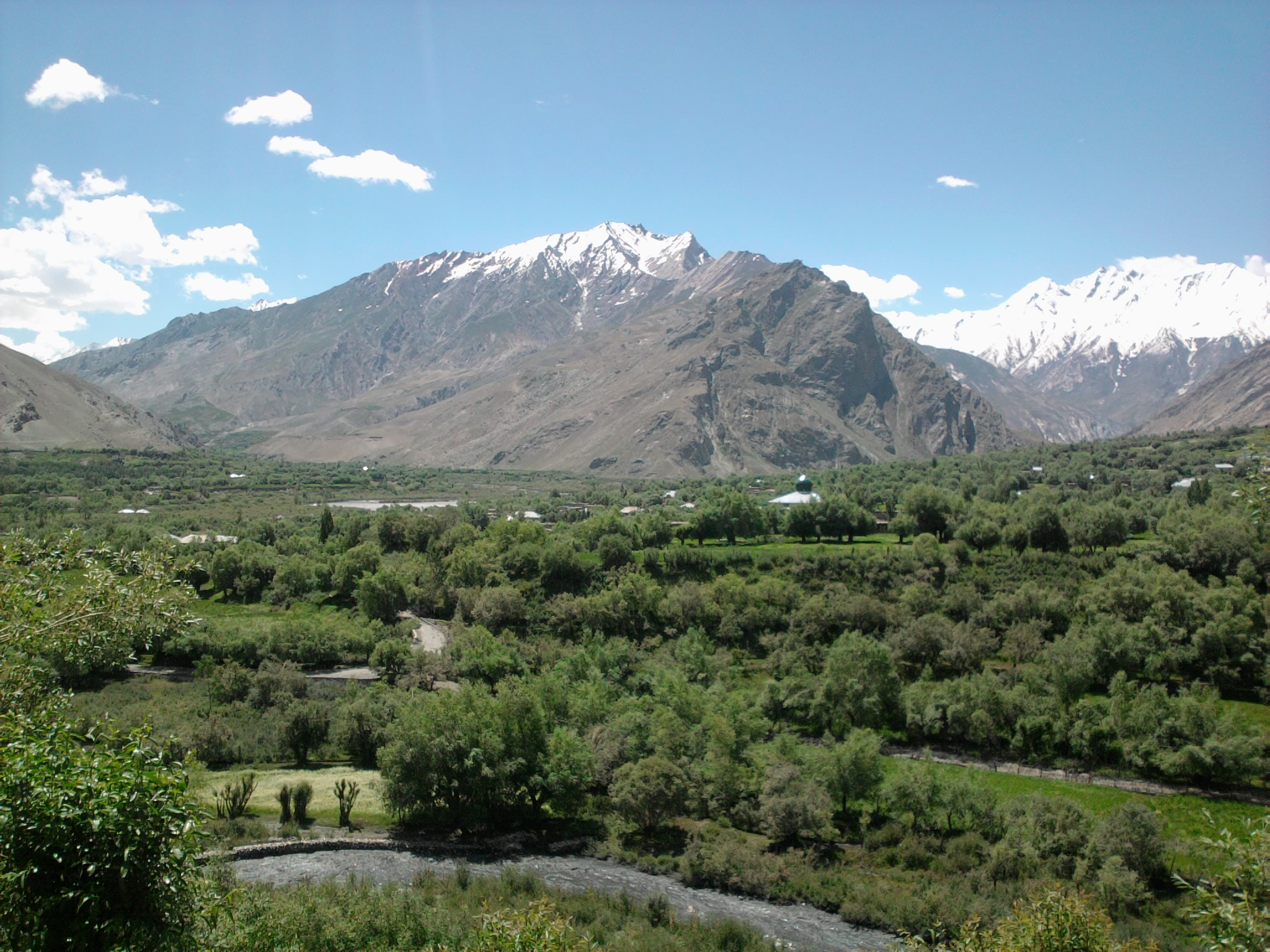
Vale de Sankoo

Dooroo morreu sem ter tido filhos e foi sucedido pelo seu irmão mais novo Habibe Choo (r. 1490–1510). Durante o reinado deste, Mir Sham ud-Din Iraqi difundiu o islão em Purigue e no Baltistão. Mir foi um xiita da seita sufista Noorbakshia, nascido no que é hoje o Irão, considerado por muitos um santo, que teria sido discípulo do filho do fundador da seita Noorbakshia. Dooroo tinha-se convertido ao islão e o seu filho tornou-se xiita.
Além de Mir Sham ud-Din, vários missionários muçulmanos difundiram a sua religião de aldeia em aldeia. Os seus descendentes, conhecidos localmente como Agas, ainda detêm muita influência religiosa e política, ao ponto de Cargil ser conhecida como a Terra dos Agas. Até à década de 1950, quando começaram a ser realizadas eleições, o distrito estava informalmente dividido em duas grandes áreas e várias áreas mais pequenas, cada uma controlada por um Aga, que era simultaneamente um líder religioso e político. Nas épocas festivas, cada família oferecia um pequeno tributo em dinheiro ao Aga, para selar a sua fidelidade a ele. Esse sistema ainda perdura, embora informalmente. Os Agas ainda detêm bastante influência mas o poder real é agora exercido pelo estado.
Habib aliou-se aos reis de Khalpu, Shaghar e Skardu, que se juntaram para atacar Lé e recuperar os territórios que Dooroo tinha perdido para os gyapos (reis de Lé). Derrotado, o rei ladaque aceitou pagar um pesado tributo. No entanto, a maior parte deste tributo foi pago ao rei de Shaghar, tendo os seus aliados recebido muito pouco. O filho de Habibe, Amade Maleque Cã (Ahmed Malik Khan; r. c. 1510–1535) sucedeu ao pai. Durante o seu reinado, o sultão turcomeno Saíde Uai atacou Lé, Zanskar, Suru e Sot, além de ter invadido Kashgar e Caxemira. Ahmed aceitou a suserania de Saeed Waai. Os turcomenos devem ter ficado em Purigue durante algum tempo, pois deixaram algumas construções importantes, como a estrada entre Bund Mangalpur e Salskot além de terem influenciado fortemente a música local e as histórias folclóricas.

## O ambicioso Tseringue Maleque
Khokhor Badhram (r. ca.  1535–1555) herdou o trono do seu pai Ahmed e estabeleceu um pacto de amizade com Gyapo Tsewang Namgyal, rei do Ladaque, a fim de garantir a paz nas fronteiras orientais. O seu filho mais novo Tseringue Maleque (Tsering Malik), governador de Chiktan, era um jovem ambicioso, que aspirava ser rei, pelo que começou a frequentar a corte de Gyapo Janyang Namgyal. Entretanto este cobiçava a mulher de Tseringue, pelo que Tseringue se divorciou e entregou-a a Janyang. A ex-mulher de Tseringue é conhecida principalmente pelo nome híbrido Tseringue Gigialmo (lit: "Rainha-Mãe Tseringue"). Segundo o historiador Maulvi Hashmatullah, ela estaria grávida (presume-se que seria de Jamyang) quando casou com o rei ladaque. A criança que nasceu dessa gravidez foi o futuro rei Nawang Namgyal. Em contrapartida pela oferta da esposa, Jamyang deu a mão da sua filha em casamento a Tseringue, prometendo apoiá-lo nas suas pretensões em Purigue e pedindo-lhe que regressasse à sua terra.

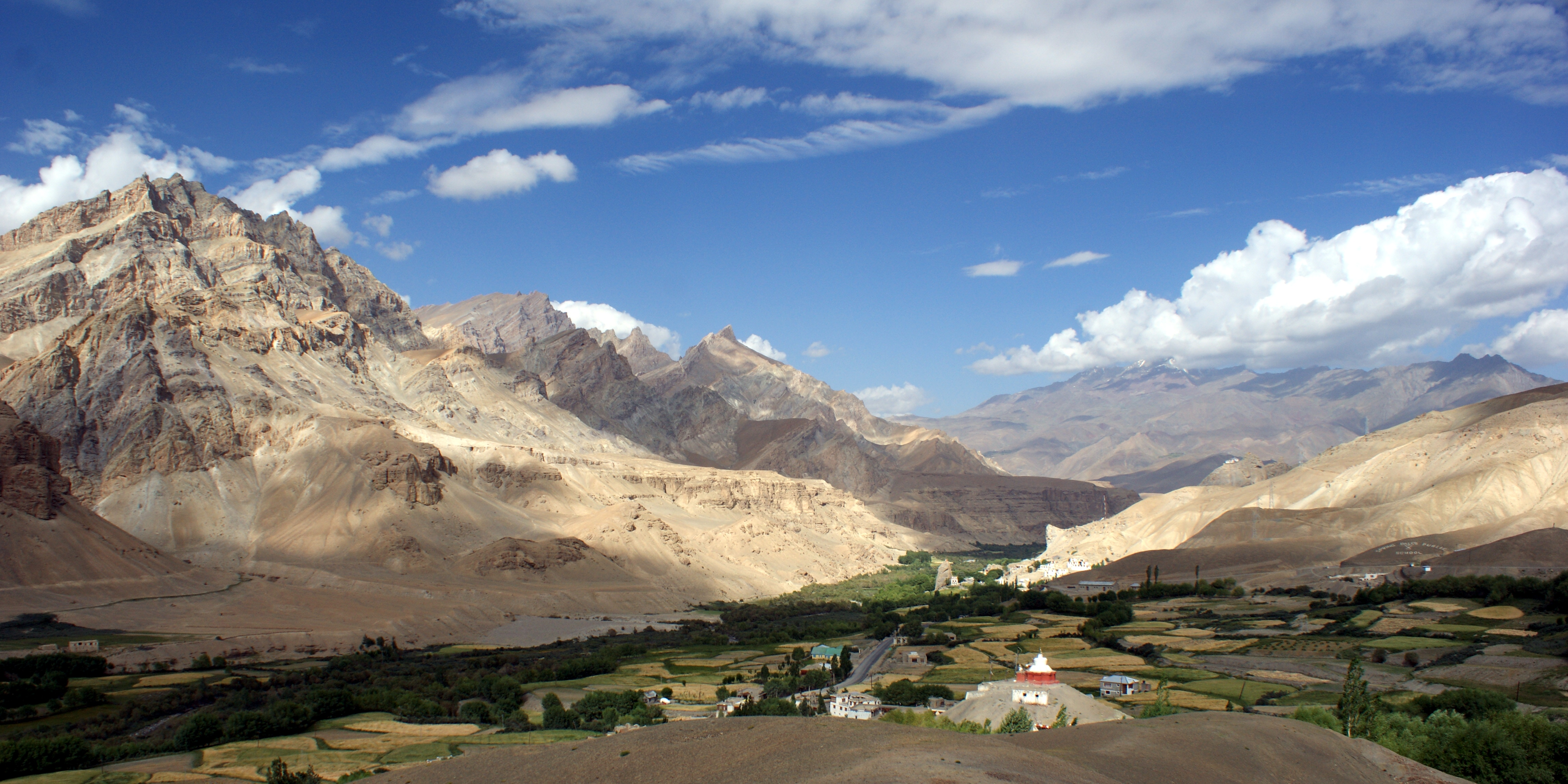
Vale de Mulbekh

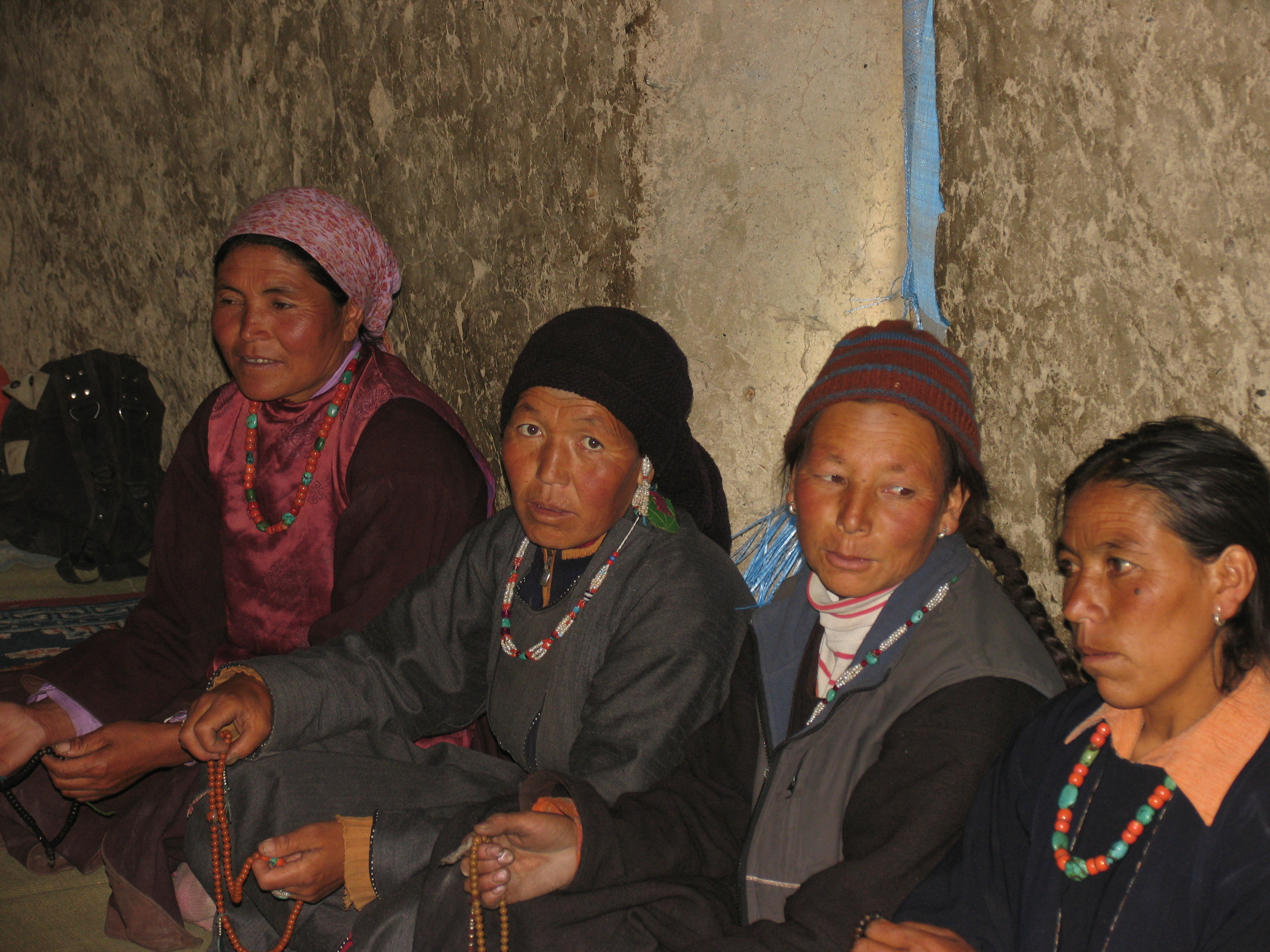
Mulheres de Mulbekh

Segundo a tradição, o gyapo (rei ladaque) mandou prender Tseringue em Matho quando ele regressava a Purigue. Por sua vez, a filha de Janyange e nova esposa de Tseringue foi encarcerada em Stok. Os apoiantes de Tseringue pegaram em armas, atacaram Lé e libertaram o casal. É possível que sogro e genro se tenham reconciliado durante a viagem de Tseringue de volta para Purigue. Quando regressou à sua terra, Tseringue declarou a independência de Chiktan, o que poderia ter dado origem a uma guerra civil entre Tseringue e o seu irmão Riguial Maleque (Rigyal Malik). A situação foi resolvida pelo pai de ambos, Khokhor Baghram, que para salvar o reino da ruína, dividiu-o entre os dois filhos.
Aproximadamente na mesma altura, Ali Xir Cã, o herdeiro aparente de Skardu, fez várias conquistas no Baltistão. O gyapo de Lé colocou nessa altura um embaixador e soldados em Khataksha (no Baltistão), que foram expulsos por Ali Xir em pessoa.
Nessa época, Tseringue controlava a área de Chiktan e o irmão Rigyal a área de Sot. As relações entre os dois eram tensas e Tseringue aproximou-se de Ali Xir, a quem ofereceu Bodh Kharbu e outras aldeias vizinhas. Ali Xir colocou tropas no forte de Bodh Kharbu e abandonou a região. No caminho de volta, destruiu e incendiou várias aldeias do Ladaque. Jamyang Namgyal ripostou atacando de surpresa Bodh Kharbu, após ter atravessado o passo de Fatu La. Chegou a Bodh Kharbu numa sexta-feira, quando os soldados baltis oravam. A população da aldeia era budista e ajudou o rei ladaque a tomar o forte. Terminou assim o breve domínio de Ali Xir sobre a área. O gyapo recebeu depois Tseringue em Bodh Kharbu, não se mostrando muito zangado com o genro, a quem até autorizou a manter a sua independência.
Logo que soube da derrota das suas tropas, Ali Xir aliou-se com outros príncipes baltis e atacou Lé, forçando Jamyang a voltar rapidamente à sua capital. Quando a guerra terminou, tanto Jamyang como Tseringue mantiveram os seus reinos intactos e o segundo até expandiu o seu, anexando Pashkum ao intervir numa disputa relacionada com um assunto amoroso. Encorajado pela sua proximidade com o Gyalpo, Tseringue anexou depois vária aldeias como Kannaur, que até então tinham estado sob o domínio de Pashkum.

## Reunificação temporária de Sot, Pashkum e Chiktan
O Sultão Maleque (r. ca.  1600–1610), que herdou do seu seu pai Riguial Maleque o trono de Sot e a raiva contra Tseringue, atacou e anexou Chiktan e Pashkum. Tseringue e o seu filho Sancã combateram com valentia mas foram ambos mortos. Sultão Maleque prendeu os filhos menores de Sancã, Adam e Chhosaraang Maleque Youkma Kharboo. A maior parte da população de Chiktan era budista e havia gente com laços familiares com os reis de Lé. Começou a haver agitação contra os naturais de Sot e o controlo exercido por Sot. Os agitadores enviaram uma delegação a Ali Xir Cã, que então já tinha subido ao trono em Skardu. Contactaram igualmente Sengge Namgyal, o novo rei de Lé, que não se mostrou interessado em apoiá-los.

## Intervenções baltis, ladaques e mogóis

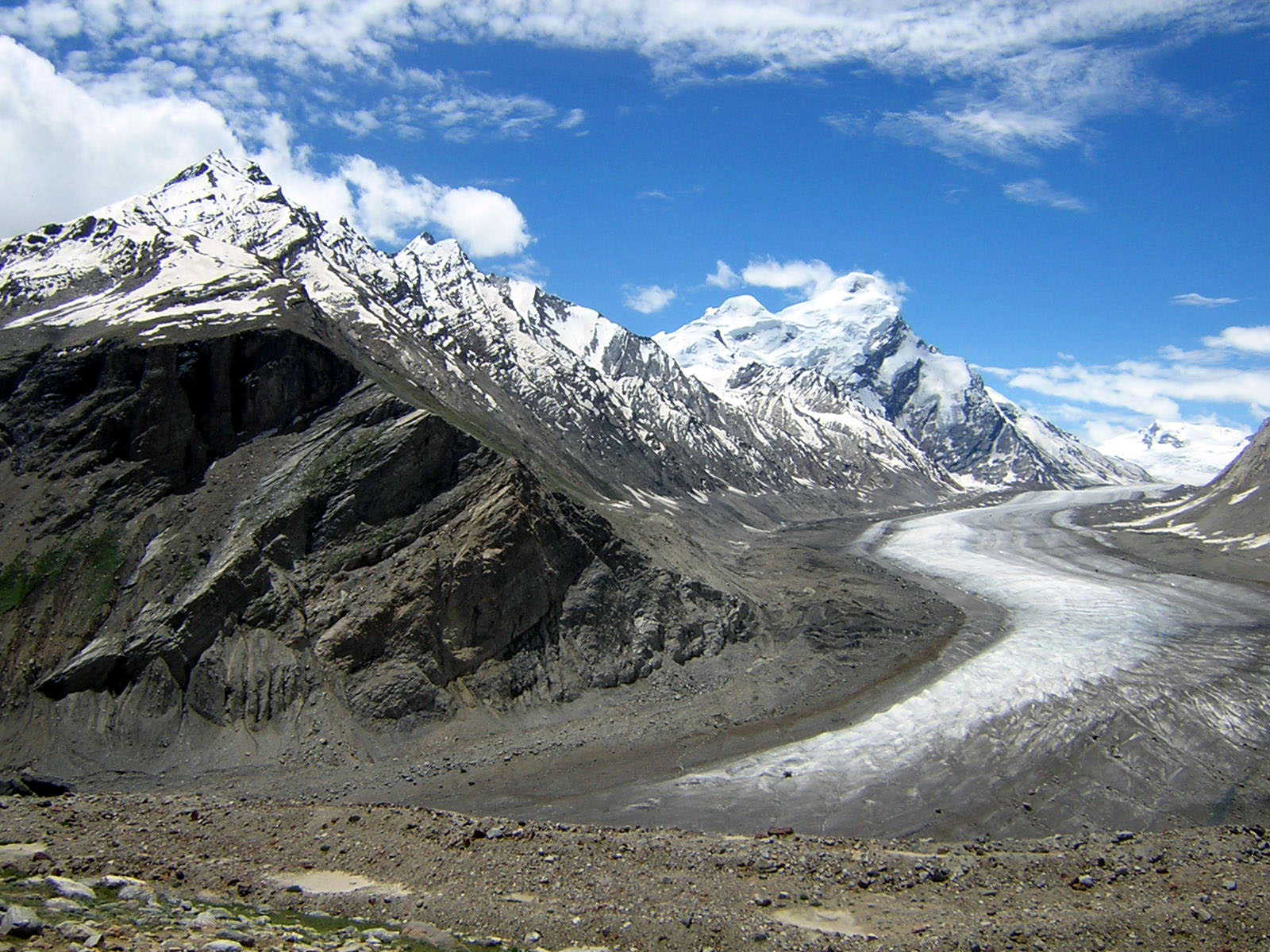
O glaciar de, na cordilheira de Zanskar, junto ao passo de montanha de, por onde passa a estrada Cargil–Zanskar

Nesse tempo vivia em Skardu um médico de Chiktan, chamado Chhozaang Kashi, que curou a esposa de Ali Xir de uma doença. Em vez de pedir ou aceitar uma recompensa, pediu a Ali Xir que a delegação de Chiktan fosse ouvida. O rei aceitou e atendeu os pedidos da delegação, indo ao ponto de enviar o seu vizir e alguns nobres a Sultão Maleque, que conseguiram a libertação dos dois príncipes que estavam presos. Cedendo às pressões do poderoso soberano de Skardu, o rei de Sot colocou Adam no trono de Chiktan.
Passados alguns anos, em resposta à invasão de Chiktan, Sengge Namgyal atacou Purigue, quando em Sot reinava o sucessor de Sultão Maleque, o seu filho Muhammad Sultan (r. ca.  1610–1650). Começou por conquistar Wakha e Mulbek, seguindo-se Kartsey (Karchey) e Suru a outros reis. Quando se preparava para atacar Sot, pediu ajuda a Adam Khan de Skardu. Este pediu a Ali Mardan Khan, o governador do Império Mogol em Caxemira, que enviou um destacamento do exército mogol para apoiar Purigue. As tropas aliadas mogóis e baltis combateram Sengge em Karpokhar, no vale de Suru. A maior parte das fontes históricas, pelo menos as mais credíveis, o rei ladaque foi derrotado. Suru e Karchey ficaram assim libertos do controlo de Lé, mas o mesmo não aconteceu com Wakha e Mulbekh, o que pode dar alguma credibilidade a algumas fontes segundo as quais o exército de Lé derrotou as tropas conjuntas mogóis e baltis. Segundo a tradição local, quando os "turcomenos" (mogóis) invadiram Cargil em Pasri Khar, Muhammad Sultan repeliu o ataque com o apoio do exército de Lé, pelo que não são apenas os cronistas de Lé e de Badherwah que reclamam que os seus reis venceram o exército mogol.
Foi a primeira vez que os mogóis de Deli e Agra ou outra potência indiana enviou tropas suas para o Ladaque.

## Últimos reis independentes de Purigue
O filho de Muhammad Sultan, Mirza Sultan (r. ca.  1650–1660), sucedeu ao pai no trono de Sot. Por sua vez, este foi sucedido sucessivamente pelos seus filhos Mirza Being Baghram Bing, Jangeer Bing e Yahya Khan, a acreditar no folclore local. Um monarca posterior, Srbab Shah é recordado pelo seu reinado de paz e prosperidade. Durante o reinado de Badhram Khan em Sot, Karchay aliou-se a Sot contra Lé e juntos capturaram Kharol, Chhotok e algumas aldeias vizinhas. Contudo, algumas personalidades influentes de Sot atuavam secretamente a favor do gyapo de Lé, que lançou um contra-ataque com o seu apoio. Baghram Khan foi forçado a devolver os territórios que conquistara recentemente. As fontes de Lé deste período, entre o final do século XVII e início do século XVIII dão a entender que Lé exercia então algum controlo sobre Cargil.
Yahya Khan (r. ca.  1780–1810) sucedeu ao pai, Jangeer Bing. É possível que a sua mãe fosse irmã do rei de Karchey. O seu filho Salaam Khan (r. 1810–1834) foi o rei seguinte de Sot e foi durante o seu reinado que os dogras conquistaram Purigue, o Baltistão e o resto do Ladaque.

## Conquista dogra e Guerra de Cargil
No verão de 1834, o marajá dogra de Jamu, Gulab Singh, ordenou a Zorawar Singh, o lendário comandante do seu exército, que conquistasse o Ladaque. Antes tinha procurado a concordância dos britânicos, que aceitaram que ele anexasse o Ladaque aos seus domínios e ignoraram os pedidos de ajuda do rei de Lé. Zorawar entrou no Ladaque por Kishtwar e Zanskar. O Ladaque não dispunha então de um exército propriamente dito, apenas um sistema de defesa civil e conscrição. Em Sankoo, no vale de Suru, juntaram-se alguns voluntários e ofereceram alguma resistência aos invasores, mas sem sucesso.

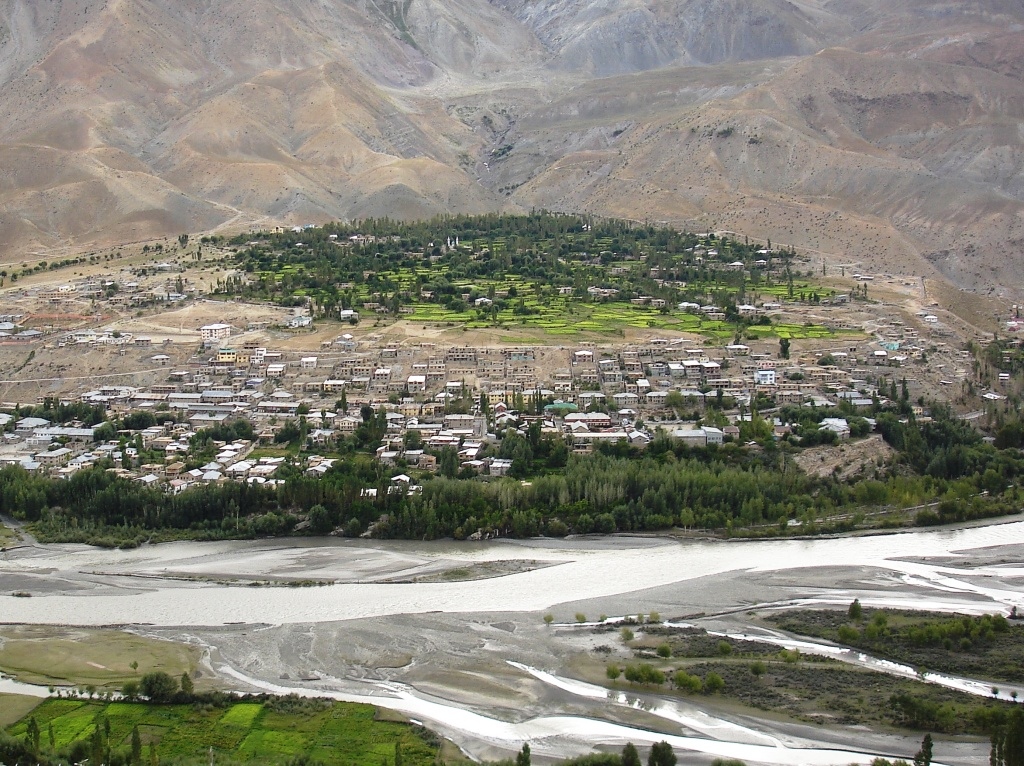
Cidade de Cargil

Quando os dogras chegaram a Pashkum começou o temível inverno de Cargil. Os dogras, nativos das planícies tórridas de Jamu, enviaram uma mensagem ao rei ladaque dizendo que se retirariam se ele pagasse um tributo de 15 000 rupias, o que foi recusado por conselho da rainha. Zorawar retirou para um local perto de Sankoo, onde montou um acampamento onde o seu exército passaria o inverno. Por seu lado, o exército ladaque esperou até abril para lançar o seu ataque aos dogras. A guerra terminou com os ladaques derrotados e o seu rei destronado, perdendo a sua independência. Em 1839 estalou uma revolta contra os ocupantes em Purigue, liderada por Rahim Khan em Chiktan e Hussain em Pashkum. A revolta foi duramente esmagada por Zorawar.
O general dogra reuniu depois um exército conjunto de dogras e ladaques que conquistou o Baltistão, juntando novamente aquela região ao Ladaque. Os dogras nomearam Salaam Khan governador dos territórios do seu reino extinto. Em 1846, Purigue e o Ladaque foram integrados, ainda que de forma indireta, na Índia britânica, com a conversão do reino de Gulab Singh no estado principesco de Jamu e Caxemira, dirigido por Gulab Singh e pelos seus descendentes até 1947, quando foi integrado na União Indiana, à exceção da parte ocupada pelo Paquistão. Os descendentes de Salaam Khan continuaram a ocupar cargos superiores na administração regional até à segunda metade do século XX, já depois da integração na União Indiana.
Entre maio e julho de 1999 a região de Cargil foi o palco de mais um confronto entre a Índia e o Paquistão, a chamada Guerra de Cargil, também conhecida na Índia como Operação Vijay ("Operação Vitória"). Esta começou com a infiltração de algumas centenas de combatentes islamitas apoiados pelo Paquistão, que se instalaram nas montanhas acima da estrada Srinagar–Lé. A 9 de maio, a estrada foi bombardeada por artilharia paquistanesa. A Índia respondeu colocando 200 000 homens na região e com bombardeamentos aéreos. Os combates cessaram completamente em 26 de julho com a retirada das tropas paquistanesas e dos combatentes islamitas. O número de baixas varia muito conforme as fontes, mas nuca inferior a praticamente 1 000, com algumas fontes referindo mais de 4 000.